# Nimrod (navio)
O Nimrod foi um navio do tipo veleiro de três mastros utilizado por Ernest Shackleton na sua expedição à Antártida, em 1908, conhecida como a Expedição Nimrod ao Polo Sul.

## História
A escuna de 41 anos de 334 toneladas utilizada para a caça de focas e baleias. Shackleton pagou 5 000 libras pelo navio. Tinha um motor auxiliar a vapor, mas que lhe dava apenas uma velocidade de seis nós. Por outro lado, o navio estava tão cheio de mantimentos que não havia espaço para o carvão necessário para para alcançar a Antártida pela Nova Zelândia, e assim Shackleton teve de pedir ajuda para que o navio fosse rebocado pelo Koonya. O goveno neo-zelandês pagou metade do reboque, e Sir James Mills, presidente da Union Steamship Company pagou a outra metade. O Koonya foi comamdado pelo capitão Fredrick Pryce Evans durante a operação de reboque.
Inicialmente, o Nimrod foi comandado por Rupert England mas, insatisfeito, Shackleton substituiu-o por Frederick Pryce Evans. O navio foi vendido, após o seu regresso, ao Reino Unido.
Depois de dez anos do regresso da Antártida, o Nimrod', navegou para o Mar do Norte onde sofreria um acidente em Barber Sands, ao largo da costa de Norfolk, afundando como consequência. Apenas dois dos doze tripulantes sobreviveram.
Vários acidentes geográficos foram receberam o nome deste navio como o Glaciar Nimrod.